# Театр Уиндема
Театр Уиндема (англ. Wyndham's Theatre) ― театр Вест-Энда, открытый актёром Чарльзом Уиндемом и носящий его имя. Расположен на Чаринг-Кросс-роуд в Вестминстере, спроектирован в 1898 году архитектором Уильямом Спрэгом. Он был рассчитан на 759 мест на трёх уровнях, позже реконструкция увеличила его до четырёх уровней. В сентябре 1960 года театр внесён в список Английского наследия.

## История
Уиндем всегда мечтал построить свой собственный театр. Благодаря восхищению покровителя и финансовому доверию друзей он смог осуществить свою мечту. Театр Уиндема открылся 16 ноября 1899 года в присутствии принца Уэльского. Первая пьеса, поставленная в нем, называлась «Дэвид Гаррик». Последовал успех, особенно зрителям полюбилась актриса Лена Эшвелл, сыгравшая главную роль в пьесе «Защита миссис Дейн» в 1900 году, на что Уиндем сказал, что это были самые громкие аплодисменты, которые он когда-либо слышал.
В 1910 году актер Джеральд дю Морье начал сотрудничество с театром, которое длилось 15 лет и включало в себя сценический дебют киноактрисы Таллулы Бэнкхед. Маленькая дочь Дю Морье, Дафна, часто наблюдала за выступлением своего отца из-за кулис. Тридцать лет спустя она представила свою собственную пьесу «Годы между» на той же сцене. В 1917 году пьеса «Дорогой Брут» участвовала в более чем 360 выступлениях. Та же самая пьеса была возрождена в 1922 году для длительного показа.
В апреле 1953 года в театре состоялась премьера первой пьесы Грэма Грина, «Гостиная» с участием Дороти Тутин. В январе 1954 года на сцену Уиндема была перенесена небольшая музыкальная пьеса «Друг Сэнди Уилсона», премьера которой состоялась в Театре игроков. Показ продлился на 2078 спектаклей, затем перешел на Бродвей. В течение 60-х и начала 70-х годов театр продолжал предоставлять площадку для таких звезд, как Алек Гиннесс, Ванесса Редгрейв и Диана Ригг.
Блокбастер 1970-х годов мюзикл «Заклинание Бога» открылся в театре в январе 1972 года и продлился до октября 1974 года. Оригинальный актерский состав включал Дэвида Эссекса, Марти Уэбба и Джереми Айронса.
Среди более поздних выдающихся постановок были мировая премьера «Спуска с горы Морган» американского драматурга Артура Миллера и британская премьера «Трех высоких женщин» Эдварда Олби с Мэгги Смит в главной роли.  Через двадцать пять лет после своего дебюта Диана Ригг вернулась, чтобы сыграть роль Медеи. Получившая признание критиков комедия «Искусство» Ясмины Резы начала свой рекордный показ в театре в 1996 году с Альбертом Финни, Томом Кортни и Кеном Стоттом.
Мадонна дебютировала в театре в 2002 году, выступив в аншлаговой постановке Up For Grabs. За этим последовали многие другие драматические постановки, в том числе «Ужин» и «Демократия» Национального театра в 2004 году, «У Кошачьего Болота», «Ведьмы», «Как вам это понравится» и другие.
В мае 2005 года театр был передан компании Кэмерона Макинтоша Delfont-Mackintosh Ltd., которая начала работу в сентябре 2005 года. В октябре 2005 года театр представил пьесу «Герои» Тома Стоппарда, адаптацию французской пьесы Жеральда Сиблираса Le vent des peupliers, в которой сыграли Ричард Гриффитс и Джон Хёрт.
В следующем году в театре состоялась новая постановка пьесы Джоанны Мюррей-Смит «Честь» с участием Дианы Ригг, Мартина Джарвиса и Наташи Макэлхоун, которая проходила с 7 февраля по 6 мая 2006 года. Позже в Вест-Энде состоялась премьера постановки «Воскресенье в парке с Джорджем», в которой снялись Дэниел Эванс и Дженна Рассел. В период с декабря 2006 года по апрель 2007 года театр представил пьесу «Любители истории».
Постановка «Письмо» продолжалась до лета 2007 года. Затем последовал короткий перерыв после того, как Чита Ривера была вынуждена отложить запланированное возвращение в Лондон.
Театр временно закрылся на реконструкцию, а затем вновь открылся в сентябре 2008 года. Кеннет Брана сыграл главную роль в пьесе Чехова «Иванов».